# Stenostiridae
Stenostiridae — родина горобцеподібних птахів. Містить 9 видів. Родина запропонована у 2005 році за результатами молекулярного аналізу.

## Поширення
Родина поширена в Африці, Південній та Південно-Східній Азії.

## Філогенія
Ймовірно, родину Stenostiridae потрібно віднести до надродини Sylvioidea, але, на думку деяких дослідників, вона може бути базальною в інфраряді Passerida. Найближчими родичами представників родини є ремезові (Remizidae) та синицеві (Paridae).

## Опис
Дрібні пташки завдовжки 11-14 см (максимально до 18 см), вагою 5-12 г. Живляться дрібними комахами та іншими безхребетними, на яких полюють серел листя та гілок дерев.

## Види
- Рід Chelidorhynx
  - Віялохвістка жовточерева (Chelidorhynx hypoxanthus) — раніше належав до роду віялохвістка (Rhipidura) родини віялохвісткових (Rhipiduridae)
- Рід Канарниця (Culicicapa ) — раніше належав до мухоловкових (Muscicapidae)
  - Канарниця сіроголова (Culicicapa ceylonensis)
  - Канарниця золотиста (Culicicapa helianthea)
- Рід Ельмінія (Elminia ) — раніше належав до монархових (Monarchidae)
  - Ельмінія сиза (Elminia albicauda)
  - Ельмінія білочерева (Elminia albiventris)
  - Ельмінія гірська  (Elminia albonotata)
  - Ельмінія блакитна (Elminia longicauda)
  - Ельмінія чорноголова  (Elminia nigromitrata)
- Рід Чорноніжка (Stenostira) — раніше належав до мухоловкових (Muscicapidae)
  - Чорноніжка (Stenostira scita)